# Kit de desenvolvimento de jogos

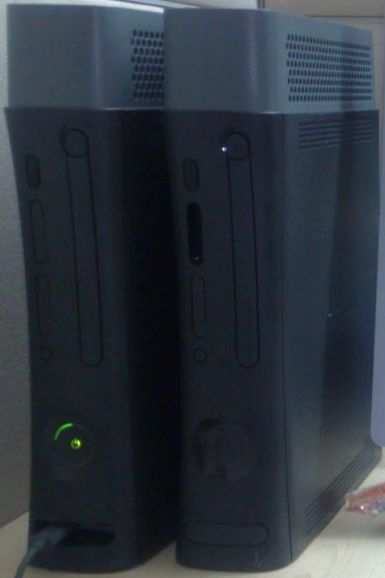
Xbox 360 dev kit

Os kits de desenvolvimento de jogos ( GDK ou DevKit ) são hardware e software especializados, usados para criar videogames comerciais para consoles de jogos. Eles podem ser acompanhados por ferramentas de desenvolvimento de jogos, licenças especiais de motores de jogos(engines) e outros middlewares para auxiliar no desenvolvimento de videogames. Os GDKs normalmente não estão disponíveis ao público e exigem que os desenvolvedores de jogos façam um contrato, parceria ou programa com o fabricante do hardware para obter acesso ao hardware. Com o passar das gerações de console, os kits de desenvolvimento são geralmente vendidos em sites como o eBay sem repercussões. Isso geralmente ocorre porque os fabricantes de console descontinuam certos programas de desenvolvimento com o passar do tempo.

## Visão geral
Na década de 1980, a computação não envolvia modelagem 3D ou qualquer programação complexa devido às limitações do hardware. Isso, combinado com a natureza amadora da programação inicial de jogos de computador, significava que poucos indivíduos ou empresas menores desenvolveriam para consoles. Mesmo quando os consoles se tornaram populares (como o Nintendo Entertainment System), não havia GDK oficial ou disponível publicamente, já que a maioria dos fabricantes de console desenvolvia seus jogos internamente. Por exemplo, a Nintendo tinha equipes internas de desenvolvimento para hardware e software.
Na quinta geração de consoles, kits de desenvolvimento de jogos foram desenvolvidos para encorajar mais desenvolvedores a fazer jogos de console e crescer a indústria de videogames. Os kits de desenvolvimento de jogos começaram como uma maneira simples de os desenvolvedores conectarem seus computadores ao hardware do console, permitindo-lhes compilar software em seu PC e vê-lo rodar diretamente em um console. Depois que a maioria dos GDKs começou a ser acompanhada por software para hardware específico, amadores ou qualquer pessoa não diretamente afiliada a um fabricante de console, teria que desenvolver seus jogos sem o software especializado para acessar recursos exclusivos, como o Kinect do Xbox One ou o Wii U GamePad.
Os kits de desenvolvimento de jogos modernos geralmente vêm com o software especializado e são muito mais formalizados em comparação com os GDKs de gerações anteriores. Nas gerações antigas de jogos de console, os desenvolvedores tinham que fazer seu próprio hardware e programar jogos em vários níveis de programação (como assembly ). Hoje, programas como a Unity 3D fornecem um ambiente de software completo e fabricantes de consoles, como a Nintendo, fornecem hardware de desenvolvimento polido e poderoso por meio de seus programas de desenvolvedor. Outros fabricantes de console até permitem que os consoles para consumidores sejam usados como kits de desenvolvimento, desde que o software de desenvolvimento esteja sendo usado pelo desenvolvedor.

## Terceira geração

### Nintendo Entertainment System
Por uma parte significativa da vida útil do NES, não havia kit de desenvolvimento oficial. Os desenvolvedores de videogames que criavam jogos para o NES tinham que fazer seus próprios kits de desenvolvimento, como a Rocket Science Production com seu sistema de desenvolvimento chamado de "NES Mission Control". Pelo menos dois programas foram usados em conjunto com o hardware do NES Mission Control; o NESTEST.EXE, que era usado para testar e depurar o hardware de desenvolvimento e o HST.EXE, que era usado para comunicação entre um computador e o hardware de desenvolvimento do NES.

## Quarta geração

### Super Nintendo Entertainment System
O Super Nintendo Entertainment System usou cartuchos EPROM especializados para o desenvolvimento, além de vários softwares. Semelhante ao NES, os desenvolvedores frequentemente faziam seu próprio software de desenvolvimento ou dependiam de middleware feito por outros desenvolvedores.

## Quinta geração

### PlayStation
Existem diversas variações do kit de desenvolvimento do PlayStation usadas para a criação de jogos. Uma das variações do kit de desenvolvimento tinha apenas três componentes, enquanto o PlayStation Ultimate Development Kit incluía até 26 componentes, incluindo o kit de desenvolvimento Net Yaroze completo.
A versão Net Yaroze do kit de desenvolvimento era única por ter alguns recursos removidos e outros adicionados em comparação com o kit de desenvolvimento oficial do PlayStation (completo). O hardware Net Yaroze foi projetado para amadores, enquanto os desenvolvedores oficiais teriam acesso aos kits de desenvolvimento oficiais do PlayStation. Havia também uma versão azul do PlayStation feita para desenvolvedores que lia discos gravados para permitir testes rápidos de compilações de seus jogos. Embora existissem CD-Rs oficiais da PlayStation que podiam ser usados com o PlayStation azul, os CD-Rs comuns também eram compatíveis com o sistema.

### Nintendo 64/64DD
O kit de desenvolvimento do Nintendo 64 consistia em vários componentes, tanto para o N64 quanto para seu acessório, o N64DD. O principal hardware usado no desenvolvimento de jogos para o N64 foi o Partner-N64 Development Kit, e usou cartuchos altos para o desenvolvimento/teste de jogos em vez dos cartuchos curtos, que eram vendidos com para consumidores. Outro componente de hardware no desenvolvimento do N64 foi o NU64 Flash Gang Writer, que permitia aos desenvolvedores copiar dados de um cartucho para vários cartuchos simultaneamente. Este dispositivo foi usado principalmente para criar cópias de jogos para a imprensa e para testes, e também dependia de cartuchos altos em vez de cartuchos curtos de varejo.
Outras versões do GDK do Nintendo 64 são o conjunto de desenvolvimento SN Systems, bem como o sistema de desenvolvimento SN Maestro 64 Music. O conjunto de desenvolvimento permitia que os desenvolvedores executassem o código de um computador diretamente no console e incluía um pacote de software. O sistema Maestro 64 Music permitia que os desenvolvedores injetassem software de música no console e reproduzissem música por meio do hardware do Nintendo 64. Outra alternativa não oficial para desenvolver jogos para o N64 foi o Doctor V64, fabricado pela Bung Enterprises.

## Sexta geração

### Dreamcast
As unidades do Sega Dreamcast eram únicas porque usavam discos GD-ROM; discos que continham 1 GB de dados. Isso era um pouco mais do que um CD normal, mas menos do que um DVD. Embora os gravadores de GD-ROM fossem usados por alguns desenvolvedores, já que o Dreamcast era compatível com CDs e a maioria dos jogos não ocupava 1 GB de dados na época, os GD-ROMs permaneceram incomuns, pois os desenvolvedores optaram por usar os CDs, que eram mais facilmente acessíveis, para suas mídias de disco. O console em si era branco, como a versão de varejo do console Dreamcast, mas ao contrário do console de varejo, o console do kit de desenvolvimento parecia um PC de mesa típico dos anos 1990, mas com uma altura mais baixa. A tela de inicialização do console do kit de desenvolvimento também é diferente, pois usa gráficos 3D em vez dos gráficos 2D usados no console de varejo.

### PlayStation 2
O console do kit de desenvolvimento para o PS2 parecia um PS2 de varejo, mas era significativamente mais grosso.

### Game Cube
O console do kit de desenvolvimento do Nintendo GameCube era branco e tinha o formato de um PC de mesa, com os conectores de controle no lugar onde o leitor de disco óptico normalmente iria.

### Xbox
Quando os desenvolvedores estavam criando software para o Xbox original, um protótipo do controle foi usado nos primeiros kits de desenvolvimento. Esse controle era mais fino, tinha lados alongados e usava um cabo USB em vez de um cabo compatível com o conector do Xbox. O console do kit de desenvolvimento tinha o formato de um PC de mesa, era cinza e tinha um círculo verde no centro da frente do console com um X dentro do círculo.

## Sétima geração

### Xbox 360
A Microsoft gerencia o Programa de Ferramentas e Middleware do Xbox 360, que licencia kits de desenvolvimento (hardware e software) para desenvolvedores de software profissionais que criam ferramentas e tecnologias para jogos. O acesso a este programa requer boas referências na indústria, experiência anterior com ferramentas de jogos e desenvolvimento de middleware, e assinatura de um acordo de confidencialidade.

### PlayStation 3
O programa para desenvolvedores do PlayStation permite que desenvolvedores registrados publiquem seus jogos na PlayStation Network, tornando seus jogos acessíveis no PlayStation 3, PlayStation 4, PlayStation Vita e PlayStation TV por meio de um único programa.

### Wii
O kit de desenvolvimento do Wii era um pacote de hardware "NDEV" - uma grande caixa preta cheia de hardware de depuração/teste que não se parecia em nada com os consoles Wii brancos e finos, vendidos aos consumidores - e um disco contendo as ferramentas de software do desenvolvedor.

## Oitava geração

### Xbox One
A Microsoft mantém vários programas de desenvolvimento para pessoas que desejam desenvolver jogos para suas plataformas; ID@Xbox para o desenvolvimento de jogos para Xbox One e o Windows Dev Center para o desenvolvimento de jogos e aplicativos para Windows 8, Windows 8.1, Windows 10 e Xbox One.
- O programa ID@Xbox permite que desenvolvedores de jogos qualificados autopubliquem seus jogos no Xbox One, tenham acesso a middleware gratuito e usem dois kits de hardware de desenvolvimento gratuitamente.[23]
- O Windows Dev Center permite que os desenvolvedores criem aplicativos e jogos nas plataformas: Windows 8, Windows 8.1 e Windows 10 como parte da Plataforma Universal do Windows.[24]

### PlayStation 4 e PlayStation Vita
O programa de desenvolvedor do PlayStation permite que desenvolvedores registrados publiquem seus jogos na PlayStation Network, tornando seus jogos acessíveis no PlayStation 3, PlayStation 4, PlayStation Vita e PlayStation TV por meio de um único programa. Os kits de desenvolvimento do PlayStation 4 eram conhecidos como "Orbis", embora esse fosse apenas um codinome. As instituições acadêmicas podem se registrar para receber kits de desenvolvimento do PS4 para uso educacional e não são restritas à região, ao contrário dos membros normais do Programa de Desenvolvimento do PlayStation.

### Wii u
A Nintendo mantém um programa de desenvolvimento unificado para as plataformas Wii U e Nintendo 3DS. Este programa de desenvolvimento fornece software e middleware para desenvolvedores e permite que eles autopubliquem seus jogos no Nintendo eShop. Os jogos e aplicativos publicados por meio deste programa são considerados "de terceiros" e não pertencem à Nintendo, permitindo que desenvolvedores independentes publiquem seus jogos em várias plataformas diferentes.
O hardware de desenvolvimento do Wii U consiste em um sistema chamado "CAT-DEV", com os periféricos que o acompanham, como o Display Remote Controller (provavelmente o Wii U GamePad ) e a barra com sensores.

### Família Nintendo 3DS
O programa de desenvolvimento da Nintendo permite que os desenvolvedores usem kits de desenvolvimento do Nintendo 3DS e permite que os desenvolvedores autopubliquem seus jogos no Nintendo eShop. Como mencionado na seção sobre o Nintendo Wii U, jogos e aplicativos publicados por meio deste programa são considerados "de terceiros" e não pertencem à Nintendo, permitindo que desenvolvedores independentes publiquem seus jogos em várias plataformas diferentes.
Estranhamente, alguns kits de desenvolvimento do 3DS não rodam jogos de varejo.